# Pseudophoxinus elizavetae
Espèce
Statut de conservation UICN

 CR B1ab(i,ii,iii,v)+2ab(i,ii,iii,v) : 
En danger critique
Pseudophoxinus elizavetae (Sultan Sazlığı minnow en anglais) est un poisson d'eau douce de la famille des Cyprinidae.

## Répartition
Pseudophoxinus elizavetae est endémique de la province de Kayseri en Turquie.

## Description
La taille maximale connue pour Pseudophoxinus elizavetae est de 79 mm.

## Étymologie
Son nom spécifique, elizavetae, lui a été donné en l'honneur d'Elizaveta Bogutskaya.
Son nom commun anglais, Sultan Sazlığı minnow, fait référence aux marais Sultan Sazlığı où vit cette espèce.

## Publication originale
- Bogutskaya, Küçük & Atalay, 2006 : A description of three new species of the genus Pseudophoxinus from Turkey (Teleostei: Cyprinidae: Leuciscinae). Zoosystematica Rossica, vol. 15, n. 2, p. 335-341[5] (texte intégral).